# Aldo Cazzullo
Aldo Cazzullo (Alba, 17 settembre 1966) è un giornalista e scrittore italiano.

## Biografia
Entra a La Stampa come praticante nel 1988. Nel 1998 si trasferisce a Roma. Nel 2003, dopo quindici anni a La Stampa, passa al Corriere della Sera come inviato speciale ed editorialista; dal 2022 è vicedirettore. Ha raccontato i principali avvenimenti italiani e internazionali degli ultimi trent'anni e i referendum sull'Europa, da quello francese su Maastricht (1992) alla Brexit.
Ha seguito sei edizioni dei Giochi Olimpici (Atene 2004, Torino 2006, Pechino 2008, Londra 2012, Rio 2016, Parigi 2024), e sei Mondiali di calcio, tra le quali la vittoria degli Azzurri in Germania nel 2006.
Ha seguito le elezioni di Erdogan, Bush, Obama, Trump, Nicolas Sarkozy, François Hollande, Emmanuel Macron, Cameron, Johnson, Zapatero, Rajoy, Sanchez, Abu Mazen, Netanyahu.
Ha intervistato Bill Gates, Steven Spielberg, Keith Richards, Rahul Gandhi, Daniel Day Lewis, Willem Dafoe, Mario Vargas-Llosa, Don DeLillo, Avraham Yehoshua, Javier Cercas, Ildefonso Falcones, Jacques Le Goff, Emmanuel Carrère, Marine Le Pen, Nigel Farage, Santiago Abascal, Tony Blair, Mario Soares, Kathleen Kennedy, Pedro Sanchez, Manuel Fraga Iribarne, Yanis Varoufakis, Gérard Depardieu, Sebastião Salgado, Zlatan Ibrahimovic, Novak Djokovic, Rafael Nadal, oltre ai protagonisti della vita pubblica italiana.
Tra le interviste più degne di nota, vale la pena ricordare quella a Edgardo Sogno (gli ha raccontato di aver tentato di organizzare un colpo di Stato), Gianluca Vialli e Michela Murgia (la loro malattia), Francesco De Gregori (l’assassinio dello zio), Paolo Sorrentino (la morte dei genitori), Francesco Totti (la sua separazione).
Tra i musicisti, si ricordano le interviste a Vasco Rossi, Luciano Ligabue, Lucio Dalla, Riccardo Muti, Ennio Morricone, Loredana Berté, Iva Zanicchi, Gianni Morandi, Laura Pausini, Andrea Bocelli, J-Ax, Patty Pravo, Riccardo Zanotti, Gianna Nannini, Achille Lauro, Renzo Arbore, Marco Masini, Cesare Cremonini, la Cia del Quartetto Cetra, Claudio Baglioni, Jovanotti, Antonello Venditti, Francesco Guccini, Al Bano, Roberto Vecchioni, Piero Pelù, Franco Battiato, Gino Paoli, Morgan, Paolo Conte, Ornella Vanoni, Adriano Celentano, Ultimo, Zucchero.
Ha dedicato oltre trenta libri alla storia e all'identità italiana, sia in chiave critica - come Outlet Italia (2007), L'Italia de noantri (2009) - sia in difesa della storia dell'Italia. Viva l'Italia! (2010), Basta piangere! (2013), Possa il mio sangue servire (2015), "Le donne erediteranno la terra" (2016), Metti via quel cellulare (2017), scritto con i figli Francesco e Rossana, "Giuro che non avrò più fame" (2018) hanno tutti superato le centomila copie; La guerra dei nostri nonni (2014), A riveder le stelle (2020), Mussolini il capobanda (2022) e “Quando eravamo i padroni del mondo. Roma, l’impero infinito” (2023) le duecentomila. Ha vinto il premio Estense nel 2006 per I grandi vecchi e, tra gli altri, i premi Fregene, Hemingway, Cinqueterre, il Premio Nazionale Anpi "Benedetto Fabrizi", il premio letterario "La Tore Isola d'Elba" per il romanzo La mia anima è ovunque tu sia (70 000 copie, pubblicato in Germania da Beck), il Premio Procida-Isola di Arturo-Elsa Morante.
Con il libro L'Italia s'è ridesta. Viaggio nel Paese che resiste e rinasce ha vinto il premio Giovanni Spadolini 2013, con Basta piangere! il premio Maria Grazia Cutuli, con La guerra dei nostri nonni il premio Biagio Agnes. Ha vinto inoltre il Premio "Buone Notizie" 2013.
Dal 10 gennaio 2017 è titolare della rubrica delle lettere del Corriere della Sera, succedendo a Sergio Romano. Il 19 settembre 2018 esce Giuro che non avrò più fame. L'Italia della Ricostruzione, edito da Mondadori.
Nel 2020 pubblica A riveder le stelle. Dante, il poeta che inventò l’Italia, incentrato sul racconto dell'Inferno, attualizzato con riflessioni dell'attualità; del 2021 è invece il volume sul Purgatorio dantesco, Il posto degli uomini. Dal primo libro nasce uno spettacolo omonimo, in tour a partire dal giugno 2021, che vede la partecipazione come voce recitante del rocker fiorentino Piero Pelù; nello stesso anno partecipa al programma televisivo La caserma dove ha tenuto due lezioni di storia incentrate sulla Grande Guerra. 
Dal 14 settembre 2022 conduce su LA7 il programma di approfondimento storico Una giornata particolare. Lo stesso mese pubblica Mussolini il capobanda. Perché dovremmo vergognarci del fascismo, subito in vetta alle classifiche di vendita, da cui è tratto lo spettacolo "il Duce delinquente" con Moni Ovadia e Giovanna Famulari. Sempre con Ovadia e Famulari ha portato a teatro il libro “Il Dio dei nostri padri. Il grande romanzo della Bibbia”. Il libro "Quando eravamo i padroni del mondo" ha venduto oltre 250 mila copie ed è stato tradotto in Francia, Germania, Stati Uniti, Spagna, Brasile, Regno Unito.

## Vita privata
Il giornalista è sposato dal 1998 e dal matrimonio sono nati due figli, che hanno collaborato alla stesura di Metti via quel cellulare.
Nonostante sia agnostico, nell'ottobre 2024 ha dichiarato di aver ricominciato a leggere la Bibbia al capezzale del padre, morto il 24 dicembre 2023.

## Programmi televisivi
- Una giornata particolare (LA7, dal 2022)

## Opere
- Il mal francese. Rivolta sociale e istituzioni nella Francia di Chirac, Roma, Ediesse, 1996, ISBN 88-230-0244-3.
- Dio d'oriente. Viaggio di un dotto fiorentino alle Indie, Collana Clessidre. Enciclopedia Universale, Pavia, Liber Internazionale, 1996, ISBN 88-8004-046-4.
- I ragazzi di via Po. 1950-1961. Quando e perché Torino ritornò capitale, Collezione Le Scie, Milano, Mondadori, 1997, ISBN 978-88-044-3075-9. - Collana Oscar Storia n. 568, Mondadori, 2013, ISBN 978-88-046-2819-4.
- I ragazzi che volevano fare la Rivoluzione. 1968-1978. Storia di Lotta continua, Collezione Le Scie, Milano, Mondadori, 1998, ISBN 978-88-044-3643-0. - con una nuova Prefazione dell'Autore, Collana Le radici del presente, Milano, Sperling & Kupfer, 2006, ISBN 978-88-200-4208-0; Collana Oscar Storia n.579,  Milano, Mondadori, 2015, ISBN 978-88-046-2262-8; 2021, ISBN 978-88-047-4502-0.
- Aldo Cazzullo e Edgardo Sogno, Testamento di un anticomunista. Dalla Resistenza al golpe bianco, Collana Frecce, Milano, Mondadori, 2000, ISBN 88-04-48824-7. - ed. con nuovi materiali, Collana Le radici del presente, Milano, Sperling & Kupfer, 2010, ISBN 978-88-200-4861-7; con una nuova Introduzione di Cazzullo, Collana Oscar Storia, Milano, Mondadori, 2020, ISBN 978-88-047-3170-2.
- I torinesi da Cavour a oggi, Collana I Robinson. Letture, Roma-Bari, Laterza, 2002, ISBN 88-420-6648-6. - Collana Economica n.325, Laterza, 2004, ISBN 978-88-420-7295-9; nuova premessa dell'Autore e capitolo finale riveduto, Collana I Robinson. Letture, Laterza, 2022, ISBN 978-88-581-4946-1.
- A. Cazzullo e Vittorio Messori, Il mistero di Torino. Due ipotesi su una capitale incompresa, Collezione Le Scie, Milano, Mondadori, 2004, ISBN 88-04-52070-1.
- Il caso Sofri. Dalla condanna alla «tregua civile», Collana Frecce, Milano, Mondadori, 2004, ISBN 978-88-045-2865-4.
- I grandi vecchi. Trentatré incontri in Italia, Collana Frecce, Milano, Mondadori, 2006, ISBN 978-88-045-4974-1. - Premio Nazionale Rhegium Julii di Giornalismo;[8]
- Italia - Germania 2 a 0. Diario di un mese mondiale, Roma, Fazi, 2006, ISBN 88-8112-802-0.
- Outlet Italia. Viaggio nel paese in svendita, Collana Frecce, Milano, Mondadori, 2007, ISBN 978-88-04-57266-4. - Collana Oscar argomenti, Mondadori, 2008, ISBN  978-88-045-8325-7.
- L'Italia de noantri. Come siamo diventati tutti meridionali, Collana Frecce, Milano, Mondadori, 2009, ISBN 978-88-04-59359-1. - Collana Oscar Bestsellers n. 2080, Mondadori, 2011, ISBN 978-88-046-0505-8.
- La vita buona. Angelo Scola intervistato da Aldo Cazzullo. Dialoghi sulla laicità, scienza e fede, vita e morte alla vigilia del Redentore, Padova, Edizioni Messaggero, 2009, ISBN 978-88-250-1939-1. - Milano, Mondadori, 2012, ISBN 978-88-046-2022-8.
- Viva l'Italia! Risorgimento e Resistenza: perché dobbiamo essere orgogliosi della nostra nazione, prefazione di Francesco De Gregori, Collana Frecce, Milano, Mondadori, 2010, ISBN 978-88-04-60328-3. - col DVD dello spettacolo teatrale, Collana Frecce, Mondadori, 2011, ISBN 978-88-046-1724-2; Collana Oscar Bestsellers n.2166, Mondadori, 2011, ISBN 978-88-046-1381-7.
- La mia anima è ovunque tu sia. Un delitto, un tesoro, una guerra, un amore, Collana Scrittori italiani e stranieri, Milano, Mondadori, 2011, ISBN 978-88-04-61565-1.
- L'Italia s'è ridesta. Viaggio nel paese che resiste e rinasce, prefazione di Ferruccio De Bortoli, Collana Frecce, Milano, Mondadori, 2012, ISBN 978-88-04-62389-2. - Collana Oscar Bestsellers n.2374, Mondadori, 2013, ISBN 978-88-046-3333-4.
- Basta piangere! Storie di un'Italia che non si lamentava, Collana Strade blu. Non fiction, Milano, Mondadori, 2013, ISBN 978-88-04-63345-7. - Collana Oscar Bestsellers n.2476, Mondadori, 2014, ISBN 978-88-046-4558-0.
- La guerra dei nostri nonni. 1915-1918. Storie di uomini, donne, famiglie, Collana Strade blu. Non fiction, Milano, Mondadori, 2014, ISBN 978-88-04-62299-4. - nuova ed. illustrata, Collezione Le Scie, Mondadori, 2018, ISBN 978-88-046-8890-7.
- Possa il mio sangue servire. Uomini e donne della Resistenza, Collana Saggi italiani, Milano, Rizzoli, 2015, ISBN 978-88-17-08232-7. - ed. aggiornata, nuova Introduzione dell'Autore, Collana La Storia · Le Storie, Milano, BUR-Rizzoli, 2025, ISBN 978-88-171-9153-1.
- Le donne erediteranno la terra. Il nostro sarà il secolo del sorpasso, Collana Strade blu. Non fiction, Milano, Mondadori, 2016, ISBN 978-88-04-66971-5.
- L'intervista. I 70 italiani che resteranno, Milano, Mondadori, 2017, ISBN 978-88-046-7514-3. -Audiolibro letto da Ezio Bianchi, Feltre, Centro Internazionale del Libro Parlato, 2017.
- Metti via quel cellulare. Un papà, due figli. Una rivoluzione, con Rossana e Francesco Maletto Cazzullo, Collana Strade blu. Non fiction, Milano, Mondadori, 2017, ISBN 978-88-04-68174-8.
- Giuro che non avrò più fame. L'Italia della Ricostruzione, Collana Strade blu. Non fiction, Milano, Mondadori, 2018, ISBN 978-88-04-62389-2.
- Aldo Cazzullo e Fabrizio Roncone, Peccati immortali, Collana Omnibus, Milano, Mondadori, 2019, ISBN 978-88-04-71996-0.
- A riveder le stelle. Dante, il poeta che inventò l'Italia, Collana Strade blu, Milano, Mondadori, 2020, ISBN 978-88-047-3227-3.
- Le italiane. Il Paese salvato dalle donne, Milano, Solferino, 2021, ISBN 978-88-282-0647-7.
- Il posto degli uomini. Dante in Purgatorio dove andremo tutti, Collana Strade blu, Milano, Mondadori, 2021, ISBN 978-88-047-4233-3.
- Mussolini il capobanda. Perché dovremmo vergognarci del fascismo, Collana Strade blu, Milano, Mondadori, 2022, ISBN 978-88-047-5116-8.
- Una giornata particolare. Piccole e grandi storie della storia d'Italia, Collana Young, Milano, Solferino, 2022, ISBN 978-88-282-1029-0.
- Quando eravamo i padroni del mondo. Roma: l'impero infinito, Milano, HarperCollins, 2023, ISBN 979-12-59853-10-3.
- Il Dio dei nostri padri: il grande romanzo della Bibbia, Milano, HarperCollins, 2024, ISBN 979-12-598-5374-5.
- Craxi. L’ultimo vero politico. I racconti e le immagini, Collana Saggi italiani, Milano, Rizzoli, 2025, ISBN 978-88-171-8960-6.
- Francesco. Il più italiano dei santi, Milano, HarperCollins, 2025, ISBN 979-12-598-5490-2.